# کاراتیاکی
کاراتیاکی (انگلیسی: Karatyaki) یک شهرک در شهرستان کوشنارنکوفسکی جمهوری باشقیرستان در کشور روسیه است.